# Drób

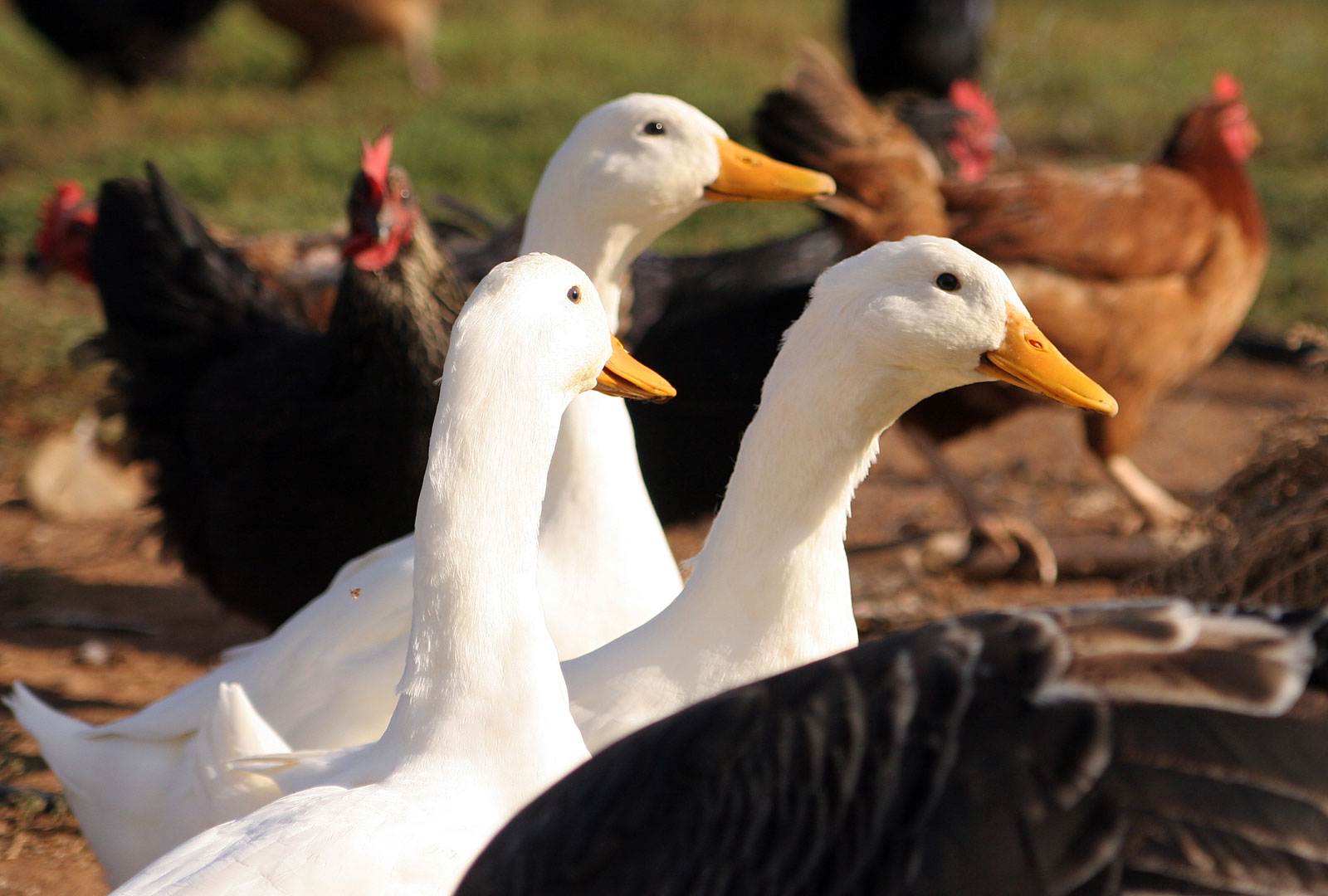
Drób

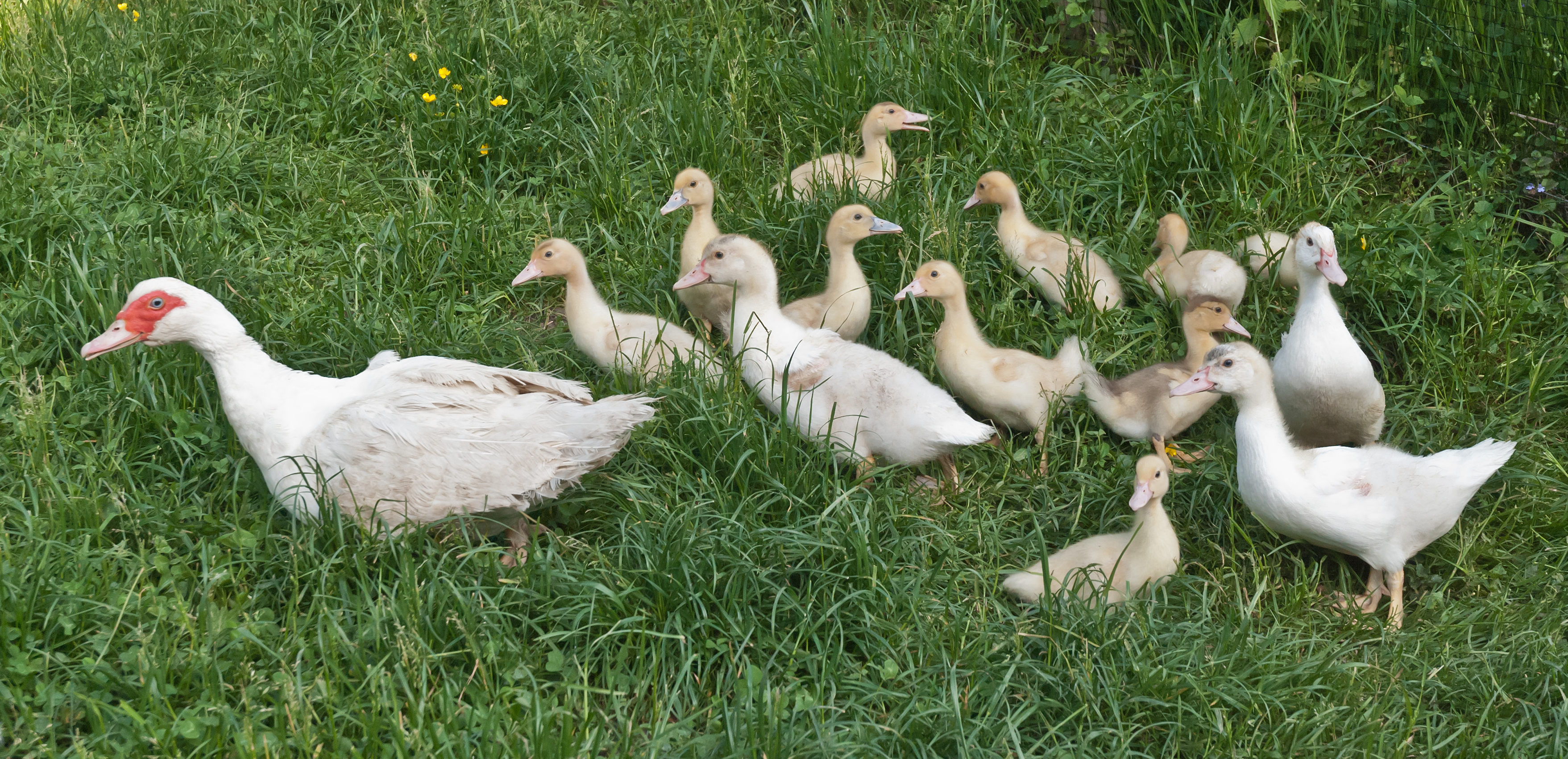
Kaczki domowe

Drób – zbiorcze określenie udomowionych ptaków hodowanych ze względu na mięso, jaja, pióra, skóry (strusia skóra), nawóz. Do drobiu zalicza się między innymi kury, gęsi (wywodzące się od gęsi gęgawy oraz gęsi garbonosych), indyki, kaczki (piżmowe oraz kaczki wywodzące się od dzikiej kaczki krzyżówki), perlice, gołębie, utrzymywane w warunkach fermowych strusie afrykańskie, przepiórki japońskie.
Do drobiu w sensie kulinarnym zaliczane bywają też potrawy z dzikich ptaków.
Największymi producentami drobiu na świecie są Chiny, Unia Europejska, Stany Zjednoczone, Brazylia i Indie. Polska jest największym producentem drobiu w Europie.